# Ракове (Синельниківський район)
Ра́кове — село в Україні, в Синельниківському району Дніпропетровської області. Входить до складу Іларіонівської селищної громади. Населення за переписом 2001 року становить 84 особи. До 2017 року орган місцевого самоврядування — Мар'ївська сільська рада.
19 липня 2020 року, в результаті адміністративно-територіальної реформи та ліквідації   Синельниківського (1923—2020) району, село увійшло до складу новоутвореного Синельниківського району.

## Географія
Село Ракове знаходиться за 1 км від лівого берега річки Ворона, вище за течією на відстані 2 км розташоване село Мар'їнка, нижче за течією на відстані 3,5 км розташоване село Суха Калина, на протилежному березі — село Веселе. Селом тече пересихаюча балка Ракова з загатою.

## Інтернет-посилання
- Погода в селі Ракове

1. ↑  Постанова Верховної Ради України від 17 липня 2020 року № 807-IX «Про утворення та ліквідацію районів»